# Скарб семи зірок
«Скарб семи зірок» або «Самоцвіт семи зірок»(англ. The Jewel of Seven Stars) — фантастичний роман жахів відомого ірландського письменника Брема Стокера. Роман вийшов друком у 1903 році. Розповідь ведеться від першої особи. Молодий чоловік виявляється втягнутим у загадковий ритуал з воскресіння єгипетської мумії, цариці Тери.

## Сюжет
Молодого адвоката Малкольма Росса несподівано викликають посеред ночі до будинку відомого єгиптолога Абеля Трелоні. Дочка Абеля, Маргарет, у яку закоханий Малкольм, виявила батька непритомним і закривавленим. У будинку також присутні суперінтендант Долан та лікар Вінчестер. Маргарет розповідає, що батько залишив їй листа з дивними інструкціями на випадок його недієздатності, вказуючи, що його тіло не можна виносити з його кімнати, і за ним потрібно постійно спостерігати, поки він не прокинеться. Кімната наповнена єгипетськими реліквіями, і Малкольм зауважує мумію кота, що має сім кігтів, а Вінчестер вказує на подряпини на руці Абеля, які приписує домашньому коту Сильвіо.
Малкольм лишається вартувати кімнату Абеля, де на нього зненацька нападає мумія кота. Маргарет просить Вінчестера викликати ще якогось експерта, а він викликає Джеймса Фрера, спеціаліста з мозку. Однак, коли Фрер вимагає винести Абеля з його кімнати, Маргарет відмовляється і відсилає його. Наступної ночі приходить незнайомець, який благає побачити Абеля. Він виявляється Юджином Корбеком, єгиптологом, який працював з археологом. Він зазначає, що приносив для нього старовинні лампи, а тепер їх немає. Наступного дня Малкольм і Маргарет оглядають єгипетські скарби Абеля, звертаючи увагу, зокрема, на міцно зачинений саркофаг і скриню з муміфікованою рукою з сімома пальцями. Потім Малкольм знаходить зниклі лампи в спальні Маргарет, хоча вона здивовано цьому й не розуміє як вони там опинилися. Малкольм розповідає Юджину все, що сталося до його прибуття, а Юджин дає Малкольму прочитати таємничу книгу. У книзі розповідається про Ніколаса ван Гайна, голландського дослідника, який досліджував гробницю єгипетської цариці Тери. У гробниці він знайшов саркофаг і руку мумії з сімома пальцями, прикрашену рубіновим перснем із сімома зірками.
Юджин розповідає Малкольму, що багато років тому, в 1884, він і Абель знайшли гробницю Тери в Долині Мага. Рука мумії, що мала сім пальців, мала напрочуд свіжий вигляд. Ієрогліфи на стіні переконали дослідників, що мумія володіла якоюсь магічною силою. Ієрогліфи ніби вказували на те, що Тера планувала повернутися з мертвих. Вони забрали саркофаг із гробниці, але під час бурі їхні провідники-араби втекли, а мумія зникла. Дослідники повернулися до гробниці, де знайшли мумію та трьох убитих арабів. Усе мало такий вигляд, наче мумія вбила цих людей. Під час перебування в гробниці Юджин і Малкольм упали в транс. Потім виявилося, що дружина Абеля померла під час пологів, але Маргарет вижила і виросла дуже схожою на Теру. Через 16 років Абель повідомив Юджину, що розгадав таємницю гробниці: якщо лампи в ній розташувати в певному порядку, то саркофаг відкриється.
Раптом Абель отямлюється. Він обіймає доньку і радісно схвалює залицяння Малкольма до неї. Долан і поліція покидають будинок, а Абель пояснює решті, що з ним сталося. Цариця Тера пов'язувала головні події свого життя з числом сім і визначила за допомогою астрології, що може воскреснути за дотримання особливого ритуалу. Для цього вона лишила скриньку, що відкривається за допомогою світла від горіння кедрової олії, і якимось чином повинна оживити людське тіло. Дух Тери перебував у мумії кота. Тера в тілі кота намагалася забрати перстень із замкненого сейфа в його спальні. Абель підготував будинок у Кілліоні, в Корнволлі, де має відбутися воскресіння Тери. Він вважає, що це не магія, а наука, і стародавні єгиптяни не поступалися в розвитку технологій сучасній цивілізації. Тому, на думку Абеля, оживлення Тери дуже допомогло б сучасному людству.
Коли вони прибувають до будинку та спускаються в підвал, Малкольм підозрює, що дух Тери вселився в Маргарет. Мумія Тери виявляється одягнена у шлюбну мантію, яку чоловіки розгортають. Маргарет втручається і наказує одягнути мумію. Коли лампи запалюються, зі скрині виходить зелена пара, що проникає у саркофаг. Раптом порив вітру розбиває вікно, розвіює пару, і зі скрині виривається чорний дим. Малкольм у темряві знаходить тіло жінки й несе її нагору. Повернувшись у підвал, він розуміє, що виніс тіло Тери, бо там лишилася тільки її мантія та перстень. Решта його супутників виявляються мертві.
У переглянутій версії, випущеній у 1912 році, видалено одну главу, а фінал змінено. Воскресіння Тери тут не вдається, її тіло розсипається на пил. Маргарет через кілька років одружується з Малкольмом.

## Персонажі
- Малкольм Росс — оповідач. Протагоніст. Його затягують у ці події почуття до Маргарет Трелоні.

- Маргарет Трелоні — дочка Абеля. Народилася, коли Абель був у гробниці Тери. Спочатку Маргарет змальовують як тендітну, чутливо дівчину, але згодом вона перетворюється у незалежну і сильну жінку.

- Абель Трелоні — відомий єгиптолог, батько Маргарет. Винуватець подій.

- Людвіг Корбек — єгиптолог, помічник Трелоні.

- Доктор Вінчестер — молодий лікар, який спочатку приходить лікувати Абеля, але потім втягується в усю цю загадку.

## Історичне підґрунтя
Хоча королева Тера — це абсолютно вигаданий персонаж, вона дуже схожа на царицю Хатшепсут, фараона в Давньому Єгипті. Хатшепсут правила Єгиптом з 1479 до н. е. до 1458 до н. е., була однією з перших і небагатьох жінок-правителів. Вона вийшла заміж за свого зведеного брата, Тутмоса II, який правив з 1492 до н. е. до своєї смерті в 1479 році до нашої ери. У цей момент, Хатшепсут стала регентом сина Тутмоса. Однак, замість того, щоб дійсно бути регентом маленького царя, Хатшепсут зайняла престол і оголосила себе правителькою. Але оскільки Давній Єгипет був патріархальним, Хатшепсут публічно усунула свою жіночність; на всіх статуях і «її образах після коронації зображати її як чоловіка — широкі плечі, вузькі стегна, і ніякого натяку на груди». Десь через двадцять років після її смерті в 1458 році до нашої ери, її ім'я і зображення були видалений зі стін храму, і багато її статуй було знищено. Дорман стверджує, що це не особиста неприязнь, а, швидше, спроба викорінити будь-які натяки на відмінність правительки, «краще стерти будь-які натяки, щоб запобігти можливості ще однієї потужної жінки у довгій лінії єгипетських чоловіків-царів».
Гробниця цариці Хатшепсут була знайдена Говардом Картером в початку 1903 року, у тому ж році, коли був опублікований «Скарб семи зірок», в Долині царів — подібній долині Чарівника, де Тера знайдена в романі.

## Оцінки критиків
Як і «Дракула», опублікований 6-ма роками раніше, «Скарб семи зірок» майже не отримував критичних оцінок аж до 1960-х рр. Коли роман був опублікований у 1903 році, критики та читачі були трохи розгублені та збентежені цією історією[джерело?].
Вільям Г'юз писав, що роман містить феміністичні ідеї, котрі втілюють Тера та Маргарет. Обидві пов'язані і Теру можна розглядати як альтер-его Маргарет. Якщо владна цариця була забута і стерта з історії, то Маргарет у Едуардівській Британії виступає проти споживацького ставлення до жінки. 
Лондонська газета, The Saturday Review, була налаштована навіть менш позитивно:
|  | Цю книгу не варто читати вночі на кладовищі… Але від неї і кров в жилах не холоне, як від найкращих творів цього жанру… Це, мабуть, пов'язано з тим, що дика романтика містера Стокера якщо вже не вражає, то навіть і не смішить. |

Підставою для зміни фіналу у виданні 1912 року могло бути те, що воскресіння Тери підтверджувало слова Абеля про загрозу цього явища для християнства і монотеїзму взагалі. Тому Стокер піддався самоцензурі, додавши завершення, в якому стародавні знання виявляються марними.

## Видання українською
- Стокер Б. Самоцвіт семи зірок / Брем Стокер ; Пер. з англ. О. Білик. — К. : 2015. — 384 с.

## Адаптації та твори за мотивами

### Телебачення
- «Прокляття мумії» (англ. The Curse of the Mummy, 1970), епізод британської телевізійної антології «Таємниці та уява»

### Кіно
- «Кров з гробниці мумії» (англ. Blood from the Mummy's Tomb, 1971)
- «Пробудження» (англ. The Awakening, 1980)
- «Легенда про мумію Брема Стокера» (англ. Bram Stoker's Legend of the Mummy, 1998)
- «Дім Ка» (англ. House of Ka, 2023)

### Відео
- «Легенда про мумію» (англ. Legend of the Mummy, 1997)

### Радіо
- «Мумія» (англ. The Mummy, 1999)